# Huyou (agrume)
Hybride
Parent  A  de l'hybridation 
  Citrus grandis Osbeck 
×

Parent  B  de l'hybridation 
  C. sinensis Osbeck 
Classification phylogénétique
Citrus × changshan-huyou Y. B. Chang souvent Changshan-huyou ou simplement Huyou est un agrume hybride (C. paradisi) de pamplemoussier et d'oranger traditionnellement cultivé province du Zhejiang, il est précoce. Sa culture est promue depuis les années 1980, on lui attribue nombre de propriétés favorables à la santé ce qui lui vaut d'abondantes publications académiques.

## Dénomination
胡柚 (hú yòu) et 葡萄柚 (Pútáo yòu) sont les noms donnés en Chine aux grapefruits (Citrus ×paradisi, pomelo) qui sont des hybrides de pamplemoussier et d'oranger. 常山胡柚 (Chángshān hú yòu) est le pomelo du Comté de Changshan, province du Zhejiang. Comme les Citrus × paradisi américains dont il a la pointe d'amertume, il est une hybridation naturelle, vigoureux et adaptable qu'on dit plus que centenaire.
Citrus × changshan-huyou Y.B.Chang a été publié en 1991. Citrus Paradisi cv. Changshanhuyou est utilisé en chinois.

## Histoire
En 2006, un premier séquençage donne une nature hybride de bigarade et de pamplemoussier  (on le trouve donné comme Citrus aurantium mais improprement car ce dernier est un hybride de pamplemoussier Citrus maxima et de mandarinier et non d'oranger doux). En 2019, Yafei Li et al. ont établi des arbres phylogénétiques en travaillant sur le plus ancien arbre conservé (âgé de 113 ans en 2019) dans le village de Chentang du comté de Changshan. Le parent femelle est un pamplemoussier (C. maxima), l'oranger doux est un parent mâle ou femelle, les auteurs notent des traces d'introgression de mandarinier.
La période actuelle voit de nombreux efforts pour produire des fruits de haute qualité: expériences d'apport minéraux par voie foliaire sur des arbres greffés sur orange trifoliée Poncirus trifoliata (2016); utilisation de pectinase dans l’hydrolyse des écorces pour réduire les téguments, inscription comme variété comme IGP Indications Géographiques en 2020. Le marketing du développement de ce fruit est actif, en 2020 un film d'animation 胡柚娃 (Húyòu wá) raconte l'histoire folklorique de la naissance de Huyou à Changshan, nombreux évènement autour du vieil l'arbre pied-mère classé en 2013 Arbre ancien et précieux de Quzhou. «Désormais ce petit fruit de Huyou est devenu un fruit béni pour les habitants de Changshan. Le parfum frais de Huyou flotte souvent dans les champs fertiles» écrit le Quotidien du Peuple (2023).
Des textes chinois en font un ancêtre des C. paradisi américains («En 1830, les Portugais l'ont introduit de Changshan  jusqu'en Floride et l'ont appelé pamplemousse»), or on sait que Citrus ×paradisi vient des Caraïbes et des Bahamas, où il était présent en 1750 et a été introduit en 1824 en Floride par le comte Odet Philippe.

## Description
Arbre moyen de 5,5 m de haut, canopée étalée, partiellement épineux et rustique. Feuilles de 6 cm  de long, 3 à 6 cm de large.
Le fruit légèrement aplati, de 300 g environ. La teneur en sucre est moyenne ( 8,3 à 9,2 ° brix), la composition en acides aminés libres est riche. La couleur de la pulpe est (sauf exception dans certaines publications académiques où la couleur est peu saturée, jaune-oranger) rouge-oranger et celle de l'épicarpe est bien oranger, en ce sens il est comparable à un petit orangelo (Amel Oueslati et al.  2011 ne disposaient pas de Huyou dans leur vaste comparaison). Cette coloration est due à présence d'apocaroténoïde rouge β-citraurine ainsi qu'à une forte présence de caroténoïdes totaux.
Il est récolté en novembre, sa bonne résistance au stockage permet des ventes jusqu'en mai.

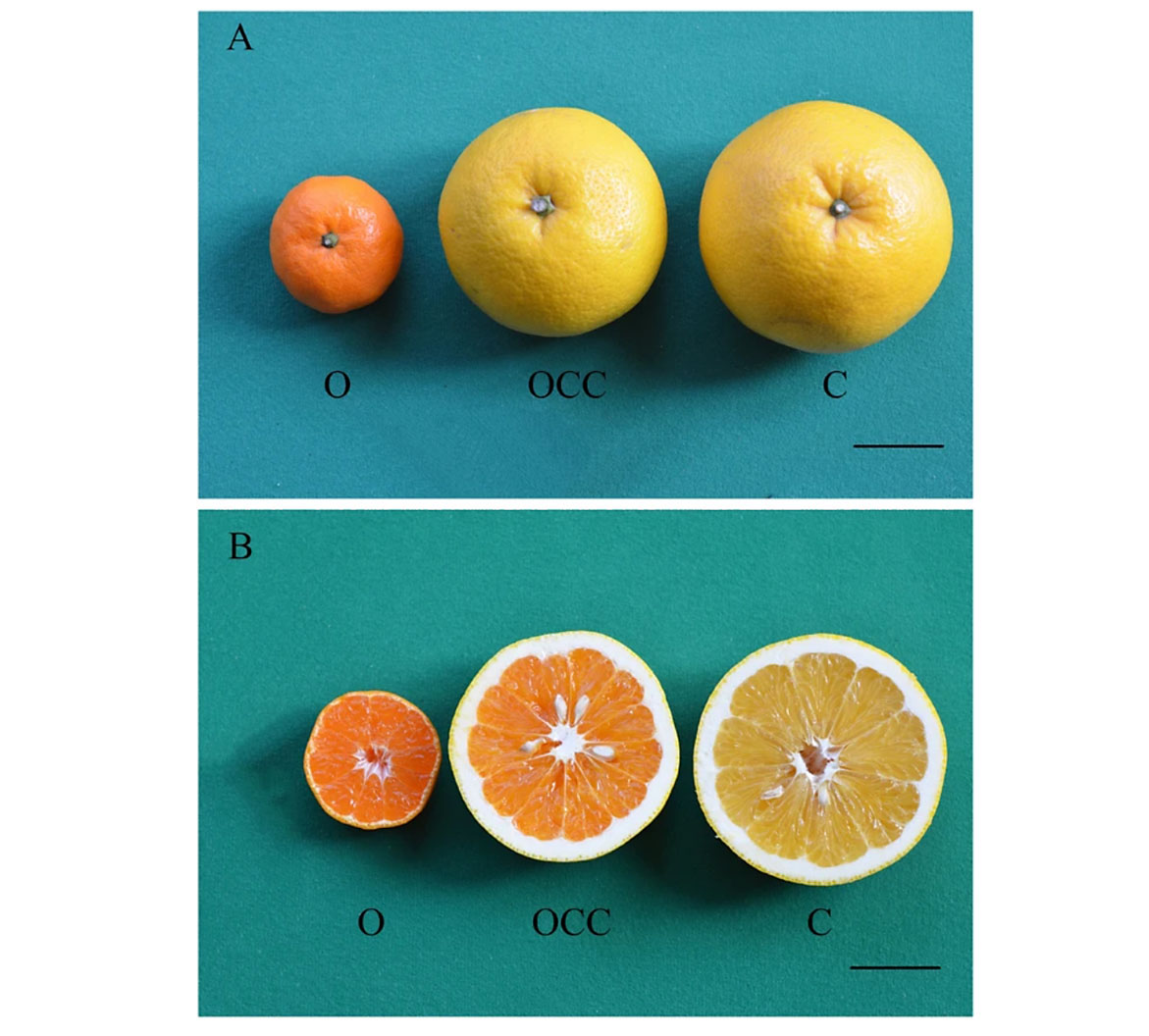
'Hongrou Huyou' (OCC) au centre chimère de satsuma 'Owari' (O) et de 'Changshan Huyou' (C) à droite

### Cultivars et descendance
- Le cultivar Cuihong est un hybride secondaire qui aurait des traces de mandarine et de ponkan[7].
- Il existe un cultivar rouge[17].
- ‘Hongrou Huyou’ est une chimère de greffe (Citrus changshan-huyou + Citrus unshiu - Satsuma 'Owari') dont les métabolites ont été analysés: Ceux de la peau de la chimère provenaient du Huyou, ceux de la pulpe de la mandarine[15]. Une étude coréenne a complété les informations[19].

### Ethnomédecine et médecine
Le 本草綱目 (Běncǎo gāngmù) Compendium of Materia Medica (dynastie Ming) le donne capable de détoxifier les alcooliques, d'assainir l'haleine des buveurs et d'éliminer les mauvais gaz dans les intestins et l'estomac. Il stimule l'appétit. Il est utilisé dans le traitement des maladies respiratoires, le mécanisme d'action des composés actifs importants (naringinine, tangeritine, lutéoline, hespérétine et auraptène) a été décrit en 2020.
Les études actuelles indiquent chez Qu Zhi Qiao - fruit immature séché - qu'il est une bonne source de flavonoïdes aux effets (en expérimentation animale seulement) antioxydants, anti-inflammatoires, anti-tumoral, hypoglycémique dont principalement dans la peau la naringine, la néohespéridine, la narirutine. Les effets indésirables intestinaux et la compatibilité avec divers médicaments sont évoqués mais toujours avec modèle murin. Le fruit mûr est riche en limonine et en nombreux dérivés de limonoïdes aux activités anti-inflammatoires. L'extraction de pectine à partir du résidu de pressage de Changshanhuyou indique qu'après purification elle a un effet régulateur sur la composition du microbiote intestinal humain, elle augmente l’abondance des bactéries bénéfiques et réduit pathogènes.(2025).

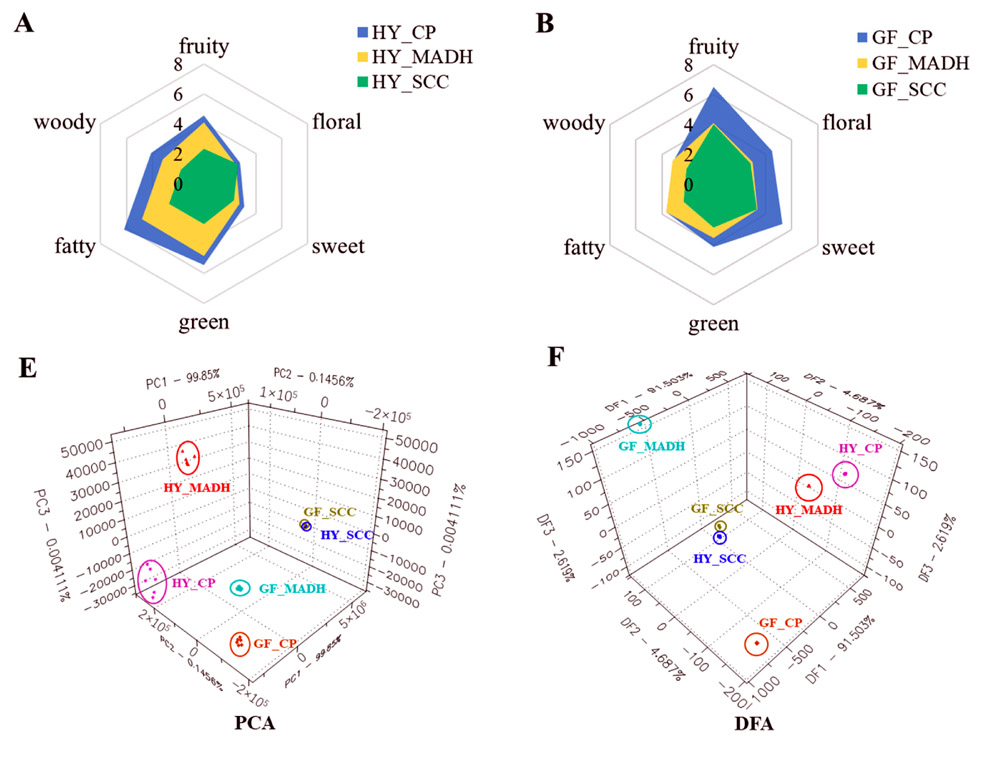
Profils des HE: HY, Huyou; SG, pamplemousse; CP, pression à froid; MADH, hydrodistillation assistée par micro-ondes; SCC, colonne à cône tournant.

## Huile essentielle
Une analyse qualitative et quantitative fouillée des HE provenant de diverses méthodes d'extraction a été publiée en 2024. Les auteurs isolent 12 composés aromatiques spécifiques sur les 23 que comptent les HE. Les notes florales, sucrées et fruitées sont corrélées au linalol, à l'α-terpinéol et au géraniol, les notes grasses, vertes et boisées avec les germacrène D et B et la nootkatone.
L'influence de la méthode d'extraction des HE sur le profil aromatique est bien illustrée, ainsi que la prédominance des notes grasses et boisées par rapport au pamplemousse. L'extraction assistée micro-ondes est la plus riches en alcools, cétones et oxydes. Les auteurs donnent la corrélation entre la bioactivité et les composés aromatiques.

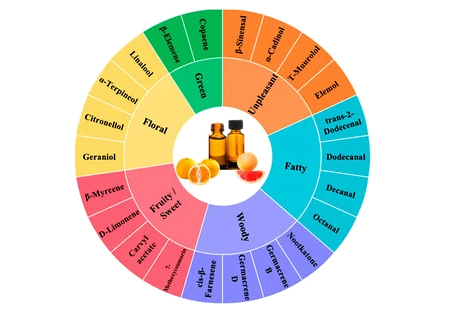
Corrélation entre les composés aromatiques actifs et les attributs sensoriels du Huyou chez Huan Cheng et al. 2024. Les notes boisées de Huyou correspondent bien aux principaux composants en bleu.